# La Ternitat
La Trinitat, nom occità, antigament La Trinitat Victor, en francès La Trinité, és un municipi francès, situat al departament dels Alps Marítims i a la regió de Provença – Alps – Costa Blava. L'any 1999 tenia 10.046 habitants.

## Demografia
| Evolució de la població |      |      |      |      |      |      |      |      |
| 1793                    | 1800 | 1806 | 1821 | 1831 | 1836 | 1841 | 1846 | 1851 |
| -                       | -    | -    | -    | -    | -    | -    | -    | -    |

| 1856 | 1861  | 1866  | 1872  | 1876  | 1881  | 1886  | 1891  | 1896  |
| ---- | ----- | ----- | ----- | ----- | ----- | ----- | ----- | ----- |
| -    | 1 459 | 1 468 | 1 349 | 1 235 | 1 250 | 1 301 | 1 443 | 1 282 |

| 1901  | 1906  | 1911  | 1921  | 1926  | 1931  | 1936  | 1946  | 1954  |
| ----- | ----- | ----- | ----- | ----- | ----- | ----- | ----- | ----- |
| 1 338 | 1 419 | 1 664 | 1 404 | 2 625 | 2 875 | 2 941 | 2 589 | 3 102 |

| 1962  | 1968  | 1975  | 1982  | 1990   | 1999   | 2006 | 2011 | 2016 |
| ----- | ----- | ----- | ----- | ------ | ------ | ---- | ---- | ---- |
| 3 625 | 4 787 | 7 068 | 8 279 | 10 197 | 10 046 | -    | -    | -    |

| 2019 | - | - | - | - | - | - | - | - |
| ---- | - | - | - | - | - | - | - | - |
| -    | - | - | - | - | - | - | - | - |

## Administració
| Període   | Identitat          | Partit                          |
| --------- | ------------------ | ------------------------------- |
| 1983-2001 | Louis Broch        | Partit Comunista Francès (PCF)  |
| 2001-     | Jean-Louis Scoffié | Unió pel Moviment Popular (UMP) |